# 670740 Mihailsandu
670740 Mihailsandu è un asteroide della fascia principale. Scoperto nel 2013, presenta un'orbita caratterizzata da un semiasse maggiore pari a 2,640777 UA e da un'eccentricità di 0,269300, inclinata di 14,766054° rispetto all'eclittica.